# Сигалов, Леонид Наумович
Леони́д Нау́мович Сига́лов (род. 30 июня 1938, Днепропетровск, Украинская ССР, СССР) — советский и украинский учёный, горный инженер, доктор технических наук (1993), профессор, изобретатель, заведующий кафедрой горных машин Горного факультета УИПА.
Автор свыше 130 научных работ, в том числе 35 изобретений.

## Биография
Родился 30 июня 1938 года в Днепропетровске. В 1948—1955 годах учился в Новогорловской школе № 21. В августе 1955 года поступил в Донецкий индустриальный институт, набрав 24 балла из возможных 25 (результат, которого добились только двое из более чем двухсот абитуриентов, подавших документы на специальность «Горные машины» при наборе 50 студентов. Работал на горном факультете Украинской инженерно-педагогической академии и проживал в городе Стаханове Ворошиловградской области. В 1986 году возглавил кафедру горных машин горного факультета. Его имя было известно не только на Украине, но и далеко за её пределами. Создал школы последователей, оригинальное направление в горной технике и технологии. Многие его ученики защитили кандидатские диссертации.
В 1993 году защитил в Новочеркасском государственном техническом университете докторскую диссертацию на тему «Теория построения и разработка способов и средств защиты от перегрузок горных машин с протяжённым рабочим органом». В 1995 году ушёл с должности завкафедрой. В настоящее время проживает в Израиле.

## Изобретения
Основные изобретения Л. Н. Сигалова включают в себя в том числе:
- электромагнитная фрикционная муфта для работы в условиях взрывоопасной среды[6]
- механизм компенсации износа дисков электромагнитной муфты[7]
- электромагнитная многодисковая фрикционная муфта[8]
- пусковая электромагнитная фрикционная муфта[9]
- способ защиты горных машин от динамических перегрузок[10]
- фрикционная электромагнитная муфта[11]
- привод забойного конвейера[12]

а также гидравлические кусачки для резки металлоизделий, привод скребкового конвейера, ролик конвейера, устройство для натяжения тягового органа реверсивной транспортной установки, устройство для фиксации цепи скребкового конвейера, водоподъёмную установку и многое другое.

## Основные научные труды
1966 — «Начала магнитного транспорта»
1968 — «Исследование забойного скребкового конвейера с электромагнитной муфтой сухого трения» (кандидатская диссертация)
1975  — «Расчёт и конструирование горных транспортных машин и комплексов» (учебник для вузов; соавтор введения и первой главы и автор четвёртого параграфа второй главы)
1976 — «Исследование и разработка тиристорного блока управления натяжной станцией бремсбергового ленточного конвейера типа 1ЛБ100» (отчёт о  научно-исследовательской работе)
1976 — «О рациональной характеристике двигателя в тормозном режиме, используемом для защиты от динамических перегрузок»
1977 — «Стартовые системы привода скребковых конвейеров (обзор)»
1978 — «Технические требования к АНС бремсбергового ленточного конвейера»
1978 — «Нагрузка приводов бремсберговых ленточных конвейеров»
1978 — «Исследование и разработка аппаратуры типа БУТНЛ-2 для управления натяжной станцией ленточного бремсбергового конвейера типа 1ЛБ100» (отчёт о научно-исследовательской работе)
1978 — «Стендовые испытания канатной дороги со стартовым двигателем
1981 — «Методика оценки эффективности действия автоматических натяжных устройств подземных ленточных конвейеров»
1981 — «Разработка и исследование электропривода дорог с канатным тяговым  органом на базе двигателя постоянного тока, обеспечивающего плавное изменение скорости (отчёт о научно-исследовательской работе)
1982 — «Динамика пуска ленточных конвейеров с натяжным устройством уравнительного типа»
1982 — «Промышленные испытания аппаратуры АУСДК-1 в приводе монорельсовой и напочвенной канатных дорог»
1993 — «Теория построения и разработка способов и средств защиты от перегрузок горных машин с протяжённым рабочим органом» (докторская диссертация)